# Khadaklat, Chikodi
Khadaklat là một làng thuộc tehsil Chikodi, huyện Belgaum, bang Karnataka, Ấn Độ.